# Campeonato Mundial de Atletismo de 2011 - Revezamento 4x100 m feminino
A prova dos 4 x 100 metros estafetas feminino do Campeonato Mundial de Atletismo de 2011 foi disputada no dia  4 de setembro  no Daegu Stadium, em Daegu

## Recordes
| Tipo                  | Atleta                                                                       | Tempo | Local    | Data                 |
| --------------------- | ---------------------------------------------------------------------------- | ----- | -------- | -------------------- |
|                       | (Silke Gladisch-Möller, Sabine Rieger, Ingrid Auerswald-Lange, Marlies Göhr) | 41.37 | Camberra | 6 de outubro de 1985 |
| Recorde do campeonato | Estados Unidos (Chryste Gaines,Marion Jones,Inger Miller,Gail Devers)        | 41.47 | Atenas   | 9 de agosto de 1997  |

## Medalhistas
| Ouro                                                                               | Prata                                                                                          | Bronze                                                                       |
| Estados Unidos · Bianca Knight · Allyson Felix · Marshevet Myers · Carmelita Jeter | Jamaica · Shelly-Ann Fraser-Pryce · Kerron Stewart · Sherone Simpson · Veronica Campbell-Brown | Ucrânia · Olesya Povh · Nataliya Pohrebnyak · Mariya Ryemyen · Hrystyna Stuy |

## Cronograma
| Data          | Hora  | Evento   |
| ------------- | ----- | -------- |
| 4 de setembro | 18:30 | Baterias |
| 4 de setembro | 20:35 | Final    |

Todos os horários são horas locais (UTC +9)

## Resultados

### Bateria
Qualificação: Os 2 de cada bateria (Q) e os 2 mais rápidos (q) avançam para a final.
| Colocação | Nacionalidade | Atleta                                                                   | Tempo          |
| --------- | ------------- | ------------------------------------------------------------------------ | -------------- |
| 1         | Jamaica       | Shelly-Ann Fraser-Pryce Kerron Stewart Sherone Simpson Jura Levy         | 42 s 23 (WL) Q |
| 2         | França        | Myriam Soumaré Céline Distel Lina Jacques-Sébastien Véronique Mang       | 42 s 60 (SB) Q |
| 3         | Brasil        | Ana Claudia Silva Vanda Gomes Franciela Krasucki Rosângela Santos        | 42 s 92 (AR) q |
| 4         | Colômbia      | Yomara Hinestroza Maria Alejandra Idrobo Darlenis Obregón Norma González | 43 s 53 (SB)   |
| 5         | Japão         | Nao Okabe Momoko Takahashi Chisato Fukushima Saori Imai                  | 43 s 83        |
| 6         | Espanha       | Plácida Martínez; Amparo Cotán Concepción Montaner Ruth Beitia           | 46 s 24        |
|           | China         | Wei Yongli Liang Qiuping Jiang Lan Tao Yujia                             | DQ             |

| Colocação | Nacionalidade     | Atleta                                                                  | Tempo                                    |
| --------- | ----------------- | ----------------------------------------------------------------------- | ---------------------------------------- |
| 1         | Ucrânia           | Olesya Povh Nataliya Pohrebnyak Mariya Ryemyen Hrystyna Stuy            | 42 s 63 (SB) Q                           |
| 2         | Rússia            | Yulia Gushchina Natalia Rusakova Elizabeta Savlinis Aleksandra Fedoriva | 42 s 78 (SB) q                           |
| 3         | Austrália         | Hayley Butler Melissa Breen Charlotte Van Veenendaal Sally Pearson      | 43 s 79                                  |
| 4         | Grã-Bretanha      | Tiffany Porter Anyika Onuora Laura Turner Jeanette Kwakye               | 43 s 95                                  |
| 5         | Coreia do Sul     | Eum Jeesu Kim So-yeon Lee Sunae Park So-yeun                            | 46 s 14                                  |
|           | Polónia           | Anna Kiełbasińska Marika Popowicz Marta Jeschke Agnieszka Ligieza       | DNF                                      |
| DSQ       | Trinidad e Tobago | Kai Selvon Kelly-Ann Baptiste Semoy Hackett Michelle-Lee Ahye           | 42 s 50 (NR) Q Doping para Semoy Hackett |

| Colocação | Nacionalidade  | Atleta                                                                     | Tempo          |
| --------- | -------------- | -------------------------------------------------------------------------- | -------------- |
| 1         | Estados Unidos | Bianca Knight Shalonda Solomon Marshevet Myers Alexandria Anderson         | 41 s 94 (WL) Q |
| 2         | Nigéria        | Gloria Asumnu Oludamola Osayomi Agnes Osazuwa Blessing Okagbare            | 42 s 74 (SB) Q |
| 3         | Países Baixos  | Kadene Vassell Dafne Schippers Anouk Hagen Jamile Samuel                   | 43 s 44 (NR)   |
| 4         | Suíça          | Clélia Reuse Jacqueline Gasser Ellen Sprunger Léa Sprunger                 | 44 s 04        |
| 5         | Bielorrússia   | Hanna Bahdanovich Yuliya Balykina Alena Neumiarzhitskaya Hanna Liapeshka   | 44 s 38        |
| 6         | Bahamas        | Sheniqua Ferguson Nivea Smith Anthonique Strachan Debbie Ferguson-McKenzie | 50 s 62        |
|           | Alemanha       | Yasmin Kwadwo Anne Möllinger Cathleen Tschirch Marion Wagner               | DNF            |

### Final
A final teve inicio ás 20:35 
| Colocação         | Nacionalidade     | Atleta                                                                         | Tempo                             |
| ----------------- | ----------------- | ------------------------------------------------------------------------------ | --------------------------------- |
| Medalha de ouro   | Estados Unidos    | Bianca Knight Allyson Felix Marshevet Myers Carmelita Jeter                    | 41 s 56 (WL)                      |
| Medalha de prata  | Jamaica           | Shelly-Ann Fraser-Pryce Kerron Stewart Sherone Simpson Veronica Campbell-Brown | 41 s 70 (NR)                      |
| Medalha de bronze | Ucrânia           | Olesya Povh Nataliya Pohrebnyak Mariya Ryemyen Hrystyna Stuy                   | 42 s 51 (SB)                      |
| 4                 | França            | Myriam Soumaré Céline Distel Lina Jacques-Sébastien Véronique Mang             | 42 s 70                           |
| 5                 | Rússia            | Yulia Gushchina Natalia Rusakova Elizabeta Savlinis Aleksandra Fedoriva        | 42 s 93                           |
| 6                 | Nigéria           | Gloria Asumnu Oludamola Osayomi Agnes Osazuwa Blessing Okagbare                | 42 s 93                           |
| 7                 | Brasil            | Ana Claudia Silva Vanda Gomes Franciela Krasucki Rosângela Santos              | 43 s 10                           |
| DSQ               | Trinidad e Tobago | Kai Selvon Kelly-Ann Baptiste Semoy Hackett Michelle-Lee Ahye                  | 42 s 58 Doping para Semoy Hackett |

Legenda
| Recorde mundial       | Recorde mundial (World record)               |                       | Recorde africano                      | Recorde africano (African) |                                           | Q | Classificado por posição (Qualified) |
| Recorde do campeonato | Recorde do campeonato (Championship record)  | Recorde da América    | Recorde da América (Americas)         | q                          | Classificado por melhor tempo (Qualified) |   |                                      |
| Melhor marca do ano   | Melhor marca do ano (World leading)          | Recorde asiático      | Recorde asiático (Asian)              | DNS                        | Não largou (Did not start)                |   |                                      |
| Recorde nacional      | Recorde nacional (National record)           | Recorde europeu       | Recorde europeu (European)            | DNF                        | Não terminou (Did not finish)             |   |                                      |
| Recorde pessoal       | Recorde pessoal do atleta (Personal best)    | Recorde da Oceania    | Recorde da Oceania (Oceania)          | DSQ / DQ                   | Desclassificado (Disqualified)            |   |                                      |
| Recorde da temporada  | Recorde da temporada do atleta (Season best) | Recorde sul-americano | Recorde sul-americano (South America) | NM                         | Sem marca (No mark)                       |   |                                      |